# Az első világháború magyar ászpilótái

## Az első világháború magyar származású ászpilótái
| Név                     | Légi győzelem | Rang          | Beosztási hely                       |
| ----------------------- | ------------- | ------------- | ------------------------------------ |
| †Kiss József            | 19            | Hadnagy       | Császári és királyi Légjáró csapatok |
| †Gräser Ferenc          | 18            | Hadnagy       | Császári és királyi Légjáró csapatok |
| Fejes István            | 16            | Őrmester      | Császári és királyi Légjáró csapatok |
| Udvardy Ferdinánd       | 9             | Törzsőrmester | Császári és királyi Légjáró csapatok |
| Kaszala Károly          | 8             | Altiszt       | Császári és királyi Légjáró csapatok |
| †Tahi Sándor            | 8             | Hadnagy       | Császári és királyi Légjáró csapatok |
| Josef von Maier         | 7             | Kapitány      | Császári és királyi Légjáró csapatok |
| Risztics János          | 7             | Törzsőrmester | Császári és királyi Légjáró csapatok |
| Kasza Sándor            | 6             | Őrmester      | Császári és királyi Légjáró csapatok |
| †Wéber Rudolf           | 6             | Hadnagy       | Császári és királyi Légjáró csapatok |
| Busa Gyula              | 5             | Őrmester      | Császári és királyi Légjáró csapatok |
| Hefty Frigyes           | 5             | Altiszt       | Császári és királyi Légjáró csapatok |
| Lasi János              | 5             | Törzsőrmester | Császári és királyi Légjáró csapatok |
| Macourek Béla           | 5             | Hadnagy       | Császári és királyi Légjáró csapatok |
| †Szepessy-Sokoll Rudolf | 5             | Hadnagy       | Császári és királyi Légjáró csapatok |
| Wognár Ferenc           | 5             | Altiszt       | Császári és királyi Légjáró csapatok |

## Veszteségek
A világháború során a magyar légierő legjobbjai haltak repülőhalált.  Köztük Kiss József, „Az égbolt lovagja”. A magyarok számához képest (16 pilóta) az 5 fő elvesztése nem tűnik súlyos veszteségnek, de igen érzékeny a csehekhez képest, akik körülbelül ugyanennyi pilótából csupán 4 főt vesztettek.

## Lásd még
- Az Osztrák–Magyar Monarchia ászpilótái